# Гранітоґнейсовий купол
Гранітоґнейсовий купол, Гранітоґнейсовий купол (рос. гранитогнейсовый купол, англ. granitegneiss dome, нім. Granitgneissdom m) — округла, овальна або слабко видовжена в плані форма залягання гранітів і ґнейсів в метаморфічних комплексах.
Часто відрізняється зональними розташуванням гірських порід, які поступово змінюють одна одну: в ядрі знаходяться граніти, ближче до периферії — ґнейси і мігматити, потім кристалічні сланці.